# Mihaljevci (ort i Kroatien)
Mihaljevci är en ort i Kroatien.   Den ligger i länet Slavonien, i den östra delen av landet, 140 km öster om huvudstaden Zagreb. Mihaljevci ligger 174 meter över havet och antalet invånare är 792.
Terrängen runt Mihaljevci är platt västerut, men österut är den kuperad. Runt Mihaljevci är det ganska glesbefolkat, med 35 invånare per kvadratkilometer. Närmaste större samhälle är Požega, 4,8 km söder om Mihaljevci. Trakten runt Mihaljevci består till största delen av jordbruksmark.